# Phygoxerotes
Phygoxerotes är ett släkte av mångfotingar. Phygoxerotes ingår i familjen Vaalogonopodidae.
Kladogram enligt Catalogue of Life:
| Phygoxerotes | \| \| Phygoxerotes crinitus \| \| \| \| \| \| Phygoxerotes nodulosus \| \| \| \| |
|              | \| \| Phygoxerotes crinitus \| \| \| \| \| \| Phygoxerotes nodulosus \| \| \| \| |
|              | Vaalogonopus                                                                     |
|              |                                                                                  |
|              | Phygoxerotes crinitus                                                            |
|              |                                                                                  |
|              | Phygoxerotes nodulosus                                                           |
|              |                                                                                  |

|  | Phygoxerotes crinitus  |
|  |                        |
|  | Phygoxerotes nodulosus |
|  |                        |